# Réseau de distribution électrique
 (janvier 2018).
Si vous disposez d'ouvrages ou d'articles de référence ou si vous connaissez des sites web de qualité traitant du thème abordé ici, merci de compléter l'article en donnant les références utiles à sa vérifiabilité et en les liant à la section « Notes et références ».
 (juin 2024).
Un réseau de distribution électrique est la partie d'un réseau électrique desservant les consommateurs. Un réseau de distribution achemine l'énergie électrique d'un réseau de transport (Haute tension B) ou un réseau de répartition (Haute tension A) aux transformateurs aériens desservant les clients.
La tension électrique des réseaux de distribution se situe normalement entre 3 et 50 kV. Ils comprennent des postes électriques de transformation, des lignes aériennes et un réseau de conducteurs les reliant aux transformateurs de secteur. Le réseau de distribution dessert parfois directement les compteurs électriques de clients industriels.

## Histoire

### Débuts de l'électricité
Lorsque l'électricité a commencé à être utilisée, il s'agissait d'abord d'installations locales. Un bâtiment électrifié produisait souvent sa propre électricité. Comme il y avait besoin de transporter de l'électricité sur de courtes distances, la tension utilisée pouvait être basse sans que cela n'engendre de pertes trop élevées. Durant cette période, le courant continu était régulièrement utilisé.
Avec le développement des usages de l'électricité, en particulier pour l'éclairage public, le nombre de clients a augmenté ainsi que leur dispersion. Des centrales sont apparues pour concentrer la production d'électricité. Il est alors devenu intéressant de parvenir à transporter de l'électricité sur de plus longues distances. Cela peut se faire en augmentant la tension, mais utiliser une tension élevée est dangereux et complexe. La solution consistait à transporter l'électricité à une tension élevée, puis abaisser la tension pour alimenter un client local. Le courant alternatif s'est alors imposé car la conversion de tension est beaucoup plus aisée.

### Développement des réseaux et standardisation
Malgré l'ascendant du courant alternatif sur le courant continu, la distribution d'électricité mit longtemps à se standardiser. Pendant longtemps, de nombreuses entreprises différentes fournissaient de l'électricité. Elles proposaient des tensions, des fréquences et un nombre de phases différents. Néanmoins, avec l'augmentation d'échelle un besoin de standardisation s'est fait sentir. Le courant alternatif triphasé s'est imposé car son utilisation dans les moteurs et les génératrices synchrones est beaucoup plus aisé. Les fréquences se sont également standardisées autour de 50 ou 60 Hz en fonction des pays. Le choix de la fréquence s'est fait en cherchant à avoir une fréquence basse (pour limiter les chutes de tension liées à l'inductance naturelle des lignes électriques et des charges inductives comme les moteurs) tout en ayant une fréquence suffisante pour ne pas être perceptible par les humains.
Les tensions se sont également progressivement standardisées pour rendre les appareils facilement interchangeables d'un réseau à l'autre. Néanmoins, si l'électricité s'est standardisée pour les particuliers autour du 230⁄400 V triphasé à 50 Hz en France, de nombreuses tensions différentes ont subsisté sur les réseaux de distribution à moyenne tension car la standardisation n'avait pas d'impact sur les consommateurs dans ce domaine. C'est principalement à l'échelle des grandes compagnies d'électricité, comme EDF en France, que des standards sont apparus sur les réseaux de distribution.

### Libéralisation
À partir des années 1990 un mouvement important de libéralisation des marchés s'est développé. En Europe, des règles communes ont été créées pour permettre la création d'un marché unique de l'électricité. Ces règles ont imposé une séparation des activités de production, transport, distribution et facturation de l'électricité. En France cela a abouti à la création d'ERDF (qui devint plus tard Enedis). Durant longtemps la frontière entre les activités de transport et de distribution pouvait être floue, et c'est à partir de cette période que ces activités ont été clairement séparées.

### Arrivée des énergies distribuées et de la numérisation
À partir des années 2010 en France les énergies renouvelables photovoltaïques et éoliennes se sont fortement développées. Ces sources ayant en général une puissance ne dépassant pas la dizaine de mégawatts et se comptant régulièrement en kilowatts, elles ont été raccordées directement au réseau de distribution. Alors qu'historiquement la production était principalement injectée sur le réseau de transport puis distribuée en abaissant progressivement sa tension en suivant toujours la même direction, l'arrivée de ces sources d'énergies a profondément changé le rôle et le fonctionnement des réseaux de distribution. Cela a fait apparaître de nouvelles contraintes.
Les réseaux de distribution ont également commencé à déployer de plus en plus d'équipements intelligents et connectés. L'apparition de nouveaux usages comme les voitures électriques a ouvert la porte à de nouvelles flexibilités pour optimiser la consommation comme le véhicule-réseau mais nécessite de mettre en place des systèmes pour commander ces nouvelles sources distribuées de flexibilité. Le développement de productions (photovoltaïque, éolien) et d'usages (véhicules électriques) consommant du courant continu a également relancé des études sur la possibilité de distribuer l'énergie en courant continu.

## Construction

### Réseau

Les réseaux de distribution sont généralement basés sur une structure arborescente de réseau : à partir d'un poste source (en rouge), l'énergie parcourt l'artère ainsi que ses dérivations avant d'arriver aux postes de transformation HTA/BTB.

Chaque centrale électrique est raccordée au réseau électrique. Selon les distances à parcourir et la puissance à transmettre, la tension du réseau évolue d'une tension moyenne à la haute tension et du courant alternatif au courant continu haute tension pour le transport sur de longues distances ou si les réseaux ont des caractéristiques (tension, fréquence, etc.) différentes. Les tensions « HTA » vont de 1 kV à 50 kV et composent le réseau de distribution à moyenne tension. En France, le standard utilisé est 20kV, bien que certaines zones utilisent également le 15 kV par exemple. Des transformateurs sont utilisés pour abaisser la haute tension du réseau de transport à la moyenne tension dans des installations appelées postes sources. La moyenne tension du réseau de distribution est ensuite abaissée une seconde fois pour fournir la basse tension en 230/400V triphasé (dite BT) utilisée par la plupart des clients.
Un réseau de distribution est généralement organisé radialement, chaque point de connexion au réseau de moyenne tension desservant un « arbre » se subdivisant à plusieurs reprises avant d'atteindre les transformateurs de distribution[réf. souhaitée]. Ces réseaux radiaux se rejoignent en des points d'interconnexion normalement ouverts : ils permettent, au besoin, de fournir une source alternative d'électricité à une partie d'un réseau radial voisin, en cas de panne du tracé de desserte normal.

#### Lignes électriques

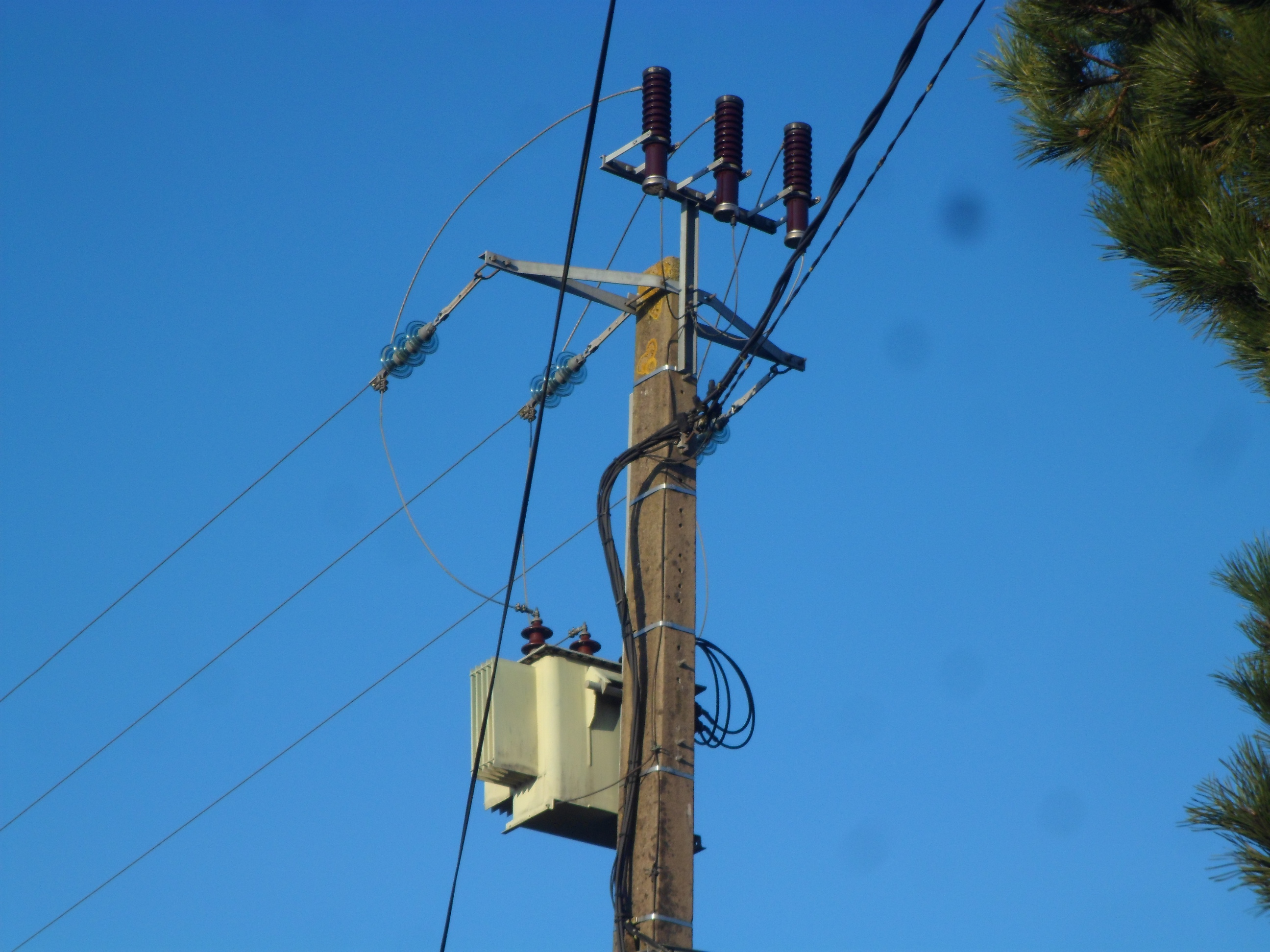
Transformateur HTA/BT sur un poteau de ligne aérienne HTA

On distingue deux types de lignes en fonction de la tension (HTA ou BT). Les lignes HTA sont aujourd'hui principalement constituées de lignes aériennes. Ces lignes ont l'avantage d'être peu chères, mais elles sont très vulnérables en particulier en cas de catastrophe climatique. Les lignes HTA sont donc enterrées de plus en plus. Cela a l'inconvénient d'être plus cher, mais aussi de causer des élévations de tension à cause de l'effet Ferranti et de rendre la réparation des défauts électriques plus complexe. Les anciennes lignes BT étaient de la même manière souvent construites en aérien à « nu » (sans isolant électrique pour les protéger). Pour réduire les accidents les lignes BT sont de plus en plus recouvertes d'isolants et parfois enterrées.

#### Postes sources
Les postes sources sont des installations où la haute tension du réseau de transport (de 63 kV, 90 kV ou 225 kV) est abaissée à 20 kV (tension HTA) pour alimenter le réseau de distribution. En général, les postes sources utilisent plusieurs transformateurs permettant d'obtenir un certain degré de redondance si l'un d'eux tombe en panne. Les transformateurs sont équipés de régleurs en charge pour réguler la tension du réseau de distribution. De plus, des équipements pour effectuer de la compensation électrique tels que des shunts sont parfois installés pour réguler la puissance réactive injectée sur le réseau de transport.
Les transformateurs vont alimenter en courant HTA un certain nombre de départs qui sont constitués d'une ligne HTA alimentant parfois plusieurs milliers de clients. Chaque départ est équipé de disjoncteurs permettant de protéger le poste source en cas de défaut ou de couper le départ en cas de maintenance par exemple.

#### Postes de distribution

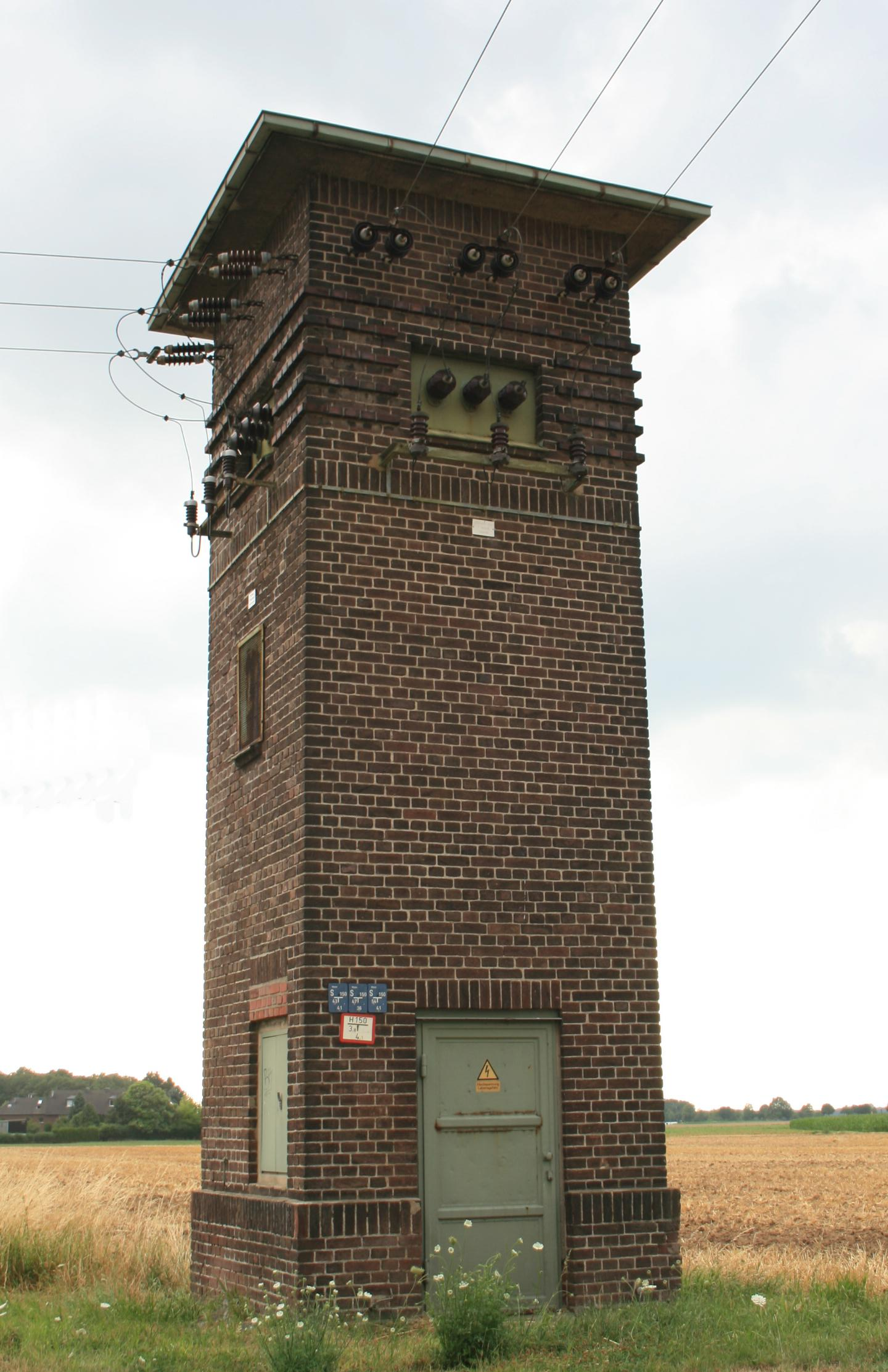
Tour de transformateur à Mönchengladbach (Rhénanie du Nord).

En France, les postes HTA/BT, ou postes de distribution, abaissent la tension HTA à 400 V triphasé. En prenant uniquement une seule phase du 400V triphasé et le neutre, on obtient le 230 V monophasé utilisé par la plupart des clients. Ces postes sont équipés en France de concentrateurs permettant de récupérer les données des compteurs Linky. Il est important de veiller à ce que les trois phases soient équilibrées, c'est-à-dire que la consommation ou la production soit uniforme. Pour cela, les clients en triphasé ont des obligations d'équilibrage, et il est possible de jouer sur les phases où sont branchés les utilisateurs monophasés pour équilibrer le réseau.

### Raccordements
Le réseau de distribution permet d'adapter la tension et la puissance distribuées aux besoins de chaque utilisateur grâce à des réseaux de distribution moyenne et basse tension, à des transformateurs et à des postes de distribution. Dans la plupart des cas, les petites unités de productions (centrale au fil de l'eau, éolienne, panneaux solaires, etc.) sont directement reliées aux réseaux de distribution. En France, les raccordements sont effectués en HTA (20 kV généralement) pour les installations produisant ou consommant plus de 250 kW et moins de quelques dizaines de mégawatts, en 400 V triphasé de 250 kW à 36 kW, et en 230 V monophasé pour les puissances inférieures.
Les appareils électriques vont avoir un impact sur la qualité de l'électricité, c'est-à-dire sur la propreté sur signal sinusoïdal. En particulier, il peut y avoir une modification du facteur de puissance, c'est-à-dire un déphasage entre la tension et le courant à cause de la puissance réactive. Ces perturbations sont souvent causées par des équipements électriques avec une forte inductance, comme les moteur électriques. Les opérateurs de distribution vont en général fixer des limites à ces perturbations, et si elles sont dépassées les clients devront installer des condensateurs pour compenser la puissance réactive de leurs machines. Il peut également y avoir des perturbations liées à la forme du signal, on parle alors de perturbations harmoniques. De la même manière, ces perturbations sont tolérées jusqu'à un certain point, au-delà duquel les clients devront installer des filtres pour éliminer les harmoniques venant déformer le signal sinusoïdal à 50Hz.
Raccorder des installations de production d'énergie sur le réseau de distribution va avoir tendance à créer des élévations de tension. Ces élévations de tension peuvent dans des cas extrêmes détruire le matériel et générer des accidents. Comme la plupart des éoliennes et des panneaux solaires injectent leur électricité sur le réseau à l'aide d'onduleurs capables de générer de la puissance réactive, ces onduleurs sont en général réglés pour absorber de la puissance réactive afin de limiter les élévations de tension engendrées par leur raccordement. Le réglage est soit statique (une puissance réactive proportionnelle à la puissance active produite va être absorbée) soit dynamique (en fonction de la tension, l'installation va absorber ou injecter de la puissance réactive pour aider à contrôler la tension).

### Standards par pays
En France, la plupart de la distribution s'effectue à 20 kV, tandis que les consommateurs sont en général branchés en 230⁄400 V triphasé ou en 230 V monophasé en 50 Hz. Pour le 230⁄400 V triphasé, le système comprend trois fils pour chaque phase plus un fil pour le neutre, produit au niveau du transformateur avec un branchement en étoile. Le monophasé 230 V est obtenu en utilisant seulement une phase et un neutre.
Aux Etats-Unis les clients sont en revanche branchés en phase divisée 240/120V en 60Hz: le système comporte deux phases opposées et un neutre. Sur le tableau électrique, il est possible de connecter une phase et un neutre pour obtenir 120 V, ou deux phases pour obtenir 240 V. Il est donc possible de fournir 120 V à la plupart des appareils consommant peu d'énergie pour réduire la tension et les risques pour les usagers tout en ayant 240V à disposition pour alimenter les machines les plus énergivores.
Lorsque du monophasé est extrait du triphasé, ou que du monophasé est extrait d'un système en phase divisée, il est important de veiller à ce que les phases restent équilibrées. Dans le cas échéant, certaines phases pourraient voir leur tension baisser, ce qui augmente le courant et pose des risques de surchauffe.
Il est possible pour alimenter des zones rurales d'utiliser un retour à la terre, en branchant le neutre sur une mise à la terre locale, ce qui permet d'alimenter les consommateurs avec un seul fil, mais cette disposition est plutôt rare. Cette disposition a été déployée en Nouvelle-Zélande par exemple.

## Gestion et exploitation du réseau de distribution
Le réseau de distribution est géré par les gestionnaires du réseau de distribution ou GRD. Ces entreprises sont chargées d'entretenir et de construire le réseau, de raccorder les nouveaux clients, de compter leur consommation d'énergie et de payer pour les pertes électriques sur le réseau de distribution. En France, Enedis gère 95 % du réseau de distribution, ce qui représente 1,3 million de kilomètres de lignes, plus de 2 000 postes sources et 800 000 postes de distribution. Les 5 % restants sont gérés par les entreprises locales de distribution (ELD).

### Protection du réseau et gestion des défauts
Un enjeux majeur de la distribution est de concevoir un réseau fiable, capable de résister à de nombreuses pannes, et dans le cas échéant de pouvoir rapidement mobiliser des équipes pour réparer les défauts ou réalimenter les clients par des groupes électrogènes. La protection des réseaux de distribution est simplifiée par l'architecture radiale du réseau : un unique disjoncteur va pouvoir contrôler chaque branche au niveau du poste source. Les disjoncteurs sont en général configurés pour s'ouvrir en cas de courant ou de puissance trop élevés.
Dans un scénario où une ligne à moyenne tension venait à être percutée par un arbre et à créer un court circuit avec le sol, le disjoncteur du poste source s'ouvrira dans un premier temps pour couper la ligne en court circuit. Ensuite, le défaut sera localisé à l'aide de capteurs. Des interrupteurs seront ouverts de manière à isoler le défaut, et si besoin les parties de la ligne qui pourraient se retrouver coupées du réseau principal seraient branchées à une autre partie saine du réseau grâce aux interconnexions ouvertes de secours mentionnées plus haut. Tout cela permettra de limiter au maximum le nombre de clients coupés en attendant que des équipes puissent réparer la ligne.
Historiquement, la puissance circulait dans un seul sens : le réseau de transport alimenté par de grands centres de production alimentait les postes sources qui alimentaient le réseau de distribution. Néanmoins la puissance croissante de sources d'énergie décentralisées comme les éoliennes ou les panneaux solaires directement connectés sur le réseau de distribution engendre parfois des flux de puissance inversés ou équilibrés. En cas d'équilibre entre la consommation et la production électrique dans une zone, il est possible d'assister à un îlotage accidentel en cas d'ouverture des disjoncteurs à la suite d'un défaut : le disjoncteur s'ouvre, mais les centrales décentralisées continuent d'alimenter un réseau local, avec une fréquence déviant du réseau principal. Cette situation est très dangereuse, et de nouvelles protections ont été déployées pour limiter ce risque.

### Maintenance
Le réseau de distribution doit être maintenu régulièrement pour rester fonctionnel. Pour cela, des simulations sont lancées pour déterminer la consommation et la production sur le réseau de distribution, et quels équipements peuvent être temporairement déconnectés pour être maintenus sans engendrer de coupures. Des travaux peuvent également être effectués directement sous tension. Si aucune de ces options n'est viable, des groupes électrogènes sont utilisés pour se substituer temporairement au réseau de distribution le temps d'effectuer les opérations de maintenance.

### Pertes
Les pertes sur le réseau de distribution proviennent soit des pertes liées à l'effet Joules, soit de problèmes de mesure (fraude, ou simplement imprécision des compteurs). C'est aux gestionnaires de réseaux de distribution de payer pour l'électricité perdue. Ils cherchent donc à limiter les pertes en essayant de maintenir une tension élevée sur leur réseau ou en réduisant la longueur des lignes à basse tension par exemple. Pour lutter contre les problèmes de mesures, les compteurs intelligents permettent de faire remonter des données plus fiables à intervalles réguliers. Des entreprises comme Enedis cumulent autour de 20 TWh de pertes par an d'électricité.

### Sécurité informatique
Les réseaux de distributions reposent sur de nombreux automates et systèmes informatiques communiquant sur de vastes distances. Des attaques informatiques les ont déjà pris pour cible, engendrant des coupures d'électricités importantes comme en Ukraine en 2015.

### Délestages
En cas de déséquilibre entre la production et la consommation à l'échelle du réseau synchrone global, les GRD sont souvent chargés d'effectuer des délestages. Il s'agit de couper des clients pour réduire la consommation. Cela permet d'éviter que l'ensemble du réseau ne s'effondre en coupant une partie de la consommation.
Si le déficit de puissance peut être anticipé, les GRD vont recevoir des GRT un planning indiquant les puissances à délester au cours de la journée à l'échelle de leur réseau de distribution. Les GRD vont ensuite établir des plannings pour effectuer des coupures limitées dans le temps (quelques heures maximum) en essayant de répartir les coupures sur le maximum de clients tout en épargnant les installations sensibles comme les hôpitaux. Ces plannings sont transmis à la population, puis le jour J les GRD vont procéder au délestage en débranchant généralement les départs HTA au niveau des postes sources.
Il arrive que les délestages ne puissent pas être anticipés à cause d'un incident majeur sur le réseau de transport engendrant un important déficit de puissance par exemple. Dans ce cas, les postes sources sont équipés d'automates qui vont automatiquement délester des clients si la fréquence du réseau descend en dessous d'un certain seuil.
De nouvelles alternatives aux délestages sont à l'étude grâce aux nouvelles technologies. Par exemple, les compteurs communicants pourraient être utilisés pour limiter la puissance des clients au lieu de les couper brutalement.

### Comptage et aspects économiques

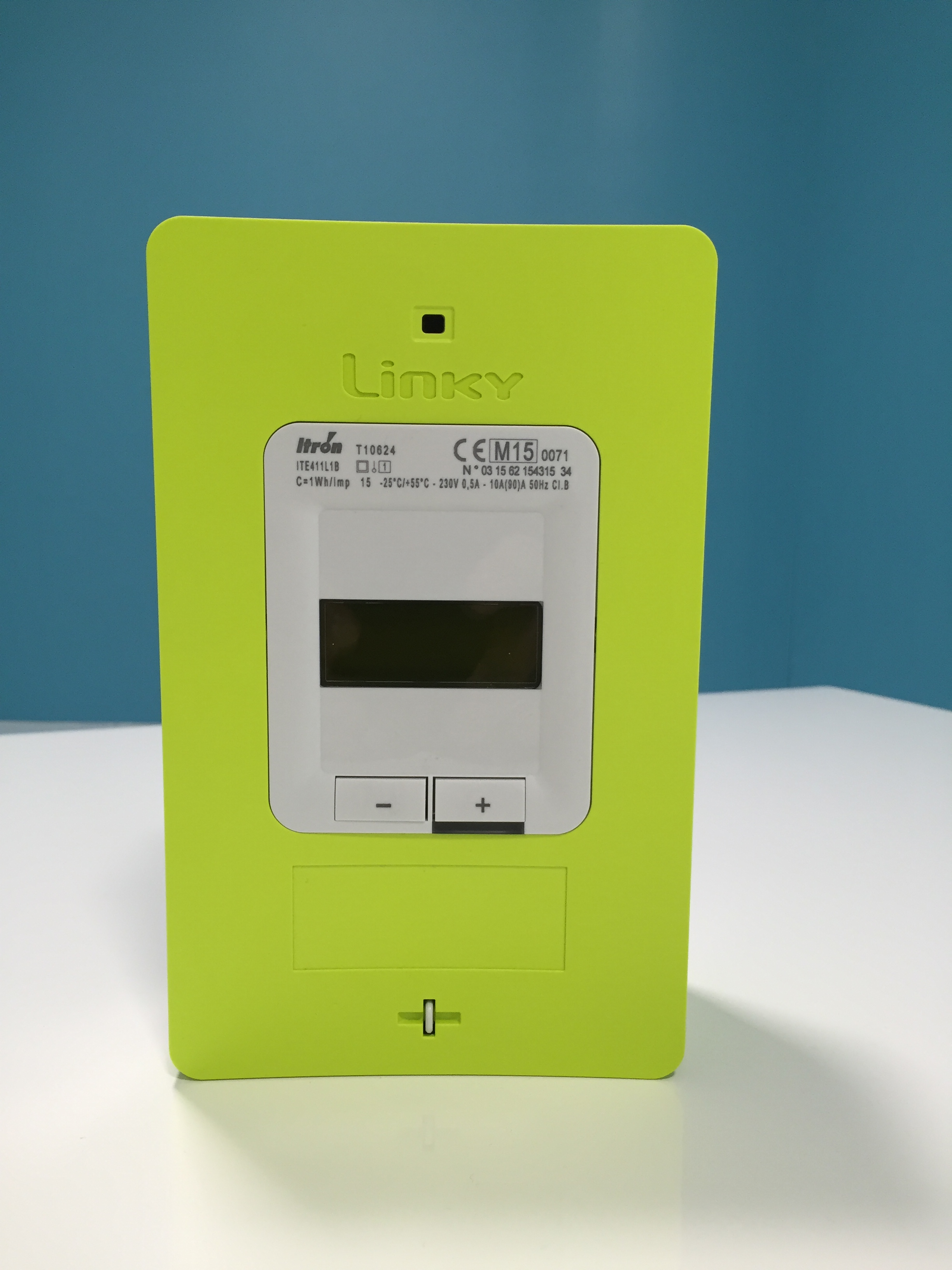
Linky, compteur communicant.

Les GRD s'occupent de compter l'énergie consommée ou injectée sur le réseau de distribution. Ils doivent fournir un service équitable à tous les fournisseurs, producteurs et consommateurs d'énergie, et ne peuvent pas eux-mêmes être fournisseurs, ces activités étant strictement séparées. Les GRD se financent grâce à des taxes sur l'électricité consommée ou produite et grâce aux frais de raccordement. Comme ces entreprises sont des monopoles naturels, elles sont fortement régulées par l’État. En France, la commission de régulation de l'énergie se charge de réguler le marché de l'électricité. En cas de différent, le médiateur national de l'énergie se charge d'essayer de régler les problèmes de la manière la moins conflictuelle possible et de faire un bilan du comportement des différents acteurs de l'énergie. Les informations que les GRD récoltent sur la consommation et la production doivent aussi être remontées aux GRT de leur zone afin de pouvoir maintenir un bon équilibre entre la production et la consommation.

### Gestion flexible de la consommation et de la production
Les réseaux de distribution tendent à inclure des systèmes de gestion de la consommation. Le but est d'essayer de limiter au maximum la consommation en période de tension (quand l'énergie est chère) et de la maximiser en période de surproduction (quand l'énergie est bon marché). En France, le système de Télé Commande à Fréquence Musicale (TCFM) envoie un signal à 175 Hz sur le réseau de distribution pour donner des ordres à des appareils intelligents. Les compteurs Linky possèdent également un réglage heures pleines / heures creuses qui permet de déclencher le fonctionnement de certains appareils énergivores en période de faible consommation électrique. Afin d'éviter un pic de consommation trop brutal, les horaires de début de l'heure creuse sont légèrement décalés entre les usagers pour permettre d'avoir une rampe de consommation plus facile à gérer pour le réseau global.
Il peut arriver que localement le réseau de distribution ait des problèmes de surproduction ou de surconsommation. Pour éviter d'avoir à délester en urgence des usagers ou de limiter la production des producteurs, des offres de « flexibilités locales » ont émergé pour tenter de réduire les problèmes de congestion. Le but est de demander à un client ou un producteur de moduler sa puissance sur commande du GRD Ces flexibilités sont dites locales car elles n'ont pas vocation à contribuer à l'équilibre demande-production global du réseau électrique, mais seulement de résoudre des problèmes localisés de distribution (ligne ou transformateur à capacité maximale).